# Адамантіос Кораїс
Адама́нтіос Кораї́с (грец. Αδαμάντιος Κοραής, 27 квітня 1748, Смірна — 6 квітня 1833, Париж) — грецький письменник-просвітитель та активний громадський діяч національно-визвольного руху XIX століття.
Син багатого купця. З 1782 жив у Франції. У 1798—1801 написав низку творів, у яких викривав реакційну роль вищого грецького духовенства, закликав до антитурецкого повстання за підтримки Франції.
У 1805 почав перевидання грецьких класиків — так звана «Грецька бібліотека». Сприяв поширенню в Греції національно-патріотичних ідей. Пропагував «очищену» (від варварізмів) компромісну між давньою та новогрецькою мовами, так звану кафаревусу. Кораїс активно підтримував грецьку національно-визвольну революцію 1821—29 рр., хоча вважав її передчасною. У рік смерті письменника вийшла його автобіографія. У 1881 р. в Афінах надруковано вибрані твори Кораїса.

## Біографія
Кораїс народився в Смірні в 1748 році. Його батько Іоанніс, хіанського походження, був демогеронтом у Смірні.
Він був надзвичайно захоплений філософією, грамотністю та мовознавством і дуже рано почав навчатися. Спочатку навчався у себе вдома, де закінчив євангельську грецьку школу.
Після шкільних років він деякий час жив в Амстердамі як купець, але незабаром вирішив, що хоче вчитися в університеті. Він вивчав також єврейську, голландську, французьку та англійську мови, крім знань давньогрецької та латинської.
Кораїс навчався в медичній школі університету Монпельє з 1782 по 1787 рр. Його дипломна робота 1786 р. Мала назву «Syrepsis Pyretologiae», а докторська дисертація 1787 р. — «Medicus Hippocratus».
Він поїхав до Парижа, де продовжуватиме захоплюватися знаннями. Там він вирішив перекласти давньогрецьких авторів і випустив тридцять томів цих перекладів, будучи одним із перших сучасних грецьких філологів та видавців давньогрецької літератури.
Після 1788 року він мав провести більшу частину свого життя емігрантом у Парижі. Як класичний вчений, Корайс був відбитий візантійським впливом на грецьке суспільство і був жорстоким критиком недостатньої освіти серед духовенства та їх підпорядкування Османській імперії, хоча, визнаючи, що православна церква зберегла національну ідентичність греків.
Кораїс вважав, що Західна Європа є спадкоємцем давньогрецької цивілізації, яка повинна була передаватися сучасним грекам через освіту. Крім того, він виступав за відновлення та використання терміна «Еллін» (Έλληνας) або «Грайкос» (Γραικός) як етноніма для греків, замість Роміоса, що було сприйнято ним негативно.
Перебуваючи в Парижі, він був свідком Французької революції. На нього вплинули революційні та ліберальні настрої свого віку. Він захоплювався Томасом Джефферсоном і обмінювався політичними та філософськими думками з американським державним діячем. Типова людина доби Просвітництва, Корайс заохочував багатих греків відкривати нові бібліотеки та школи по всій Греції. Кораїс вважав, що освіта забезпечить не лише досягнення незалежності, а й створення належної конституції для нової визволеної грецької держави. Він передбачив демократичну Грецію, повернувши славу Золотого століття Перікла.
Корайс помер у Парижі у віці 84 років незабаром після публікації першого тому своєї автобіографії. У 1877 році його останки були відправлені до Греції для поховання там.